# 汤利的安提诺乌斯
汤利的安提诺乌斯是希腊青年安提诺乌斯的大理石头像，罗马皇帝哈德良的男朋友或情人，头戴常春藤花环。它现在是伦敦大英博物馆收藏的一部分，并且是汤利石雕的一部分。这座半身像只有头部是古罗马时期的，大约完成在公园130-140年，罗马皇帝哈德良统治的后期；身体的部分是现代加上去的。这幅画像可能将安提诺乌斯描绘成年轻的狄俄尼索斯。这座半身像与其他文物一起被18世纪的壮游者和皇家学会会员查尔斯·汤利（CharlesTownly）收藏。他的博物馆藏品中还收藏了文森佐·帕切利的半身像。
这座半身像的头部是由帕里安大理石雕刻而成，据信于1770年在罗马多利亚潘菲利别墅附近的贾尼科洛山上被发现，该地区当时被称为“TenutadellaTedesca”，直译为“德国女人的庄园”。它和它雕像的残片被发现用作圣庞加爵门附近的路边墙上的基石，圣庞加爵门是奥勒良城墙的一扇城门。1773年7月，汤利以150英镑的价格从股东和艺术品经销商托马斯·詹金斯（ThomasJenkins）手中买下了这尊头像。到1774年6月，这座半身像已经在英国，可能之前由第三代多赛特公爵约翰·萨克维尔（JohnSackville）拥有，詹金斯于1773年7月写信称雕像“待接收”。

## 其他相关雕像
- 法尔内塞的安提诺乌斯
- 蒙德拉贡的安提诺乌斯
- 卡皮托林山的安提诺乌斯
- 德尔斐的安提诺乌斯
- 汤利的哈德良